# Janovík
Janovík (em húngaro: Jánoska) é um município da Eslováquia, situado no distrito de Prešov, na região de Prešov. Tem 2,39 km² de área e sua população em 2018 foi estimada em 334 habitantes.

## Demografia
| Ano:        | 1994 | 2004   | 2014 | 2024    |
| ----------- | ---- | ------ | ---- | ------- |
| Broj ljudi: | 305  | 290    | 290  | 453     |
| Razlika:    |      | -4,91% | +0%  | +56,20% |

| Ano:               | 2023 | 2024   |
| ------------------ | ---- | ------ |
| Número de pessoas: | 437  | 453    |
| Diferença:         |      | +3,66% |